# Harry Potter (szereplő)
Harry James Potter (Godric’s Hollow, Anglia, 1980. július 31.) varázsló, J. K. Rowling azonos című könyvsorozatának és az ebből készült filmsorozatnak a főhőse. A műben a következőképpen határozzák meg:
A kis túlélő változatlanul jelképe mindannak, amiért harcolunk és amiben hiszünk: a jó győzelmének, az ártatlanság erejének, az ellenállás szükségességének.

## Családja
Harry Potter máguscsaládból származó, ún. „félvér” varázsló, szülei James Potter (aranyvérű varázsló) Lily Evans (mugli születésű boszorkány). Mindketten egy nagyhatalmú sötét varázsló, Voldemort keze által haltak meg. Mivel anyja feláldozta magát érte, a kis Harryre küldött halálos átok visszaverődött az alig több mint egy éves kisgyermekről, és Voldemortot pusztította el fizikai valójában, de lelke megmaradt. Harry homlokán egy villám alakú sebhely maradt a történtek miatt.
Harry keresztapját és James Potter jó barátját, Sirius Blacket vádolták meg azzal, hogy elárulta a gyermek szüleit, majd tömeggyilkosságot hajtott végre 12 varázstalan személy (mugli) és Peter Pettigrew ellen, aki levágta egyik ujját és patkányként elrohant, ezzel eljátszva saját halálát. A történet kezdetén Siriust az Azkabanban, a varázslók börtönében tartják fogva. Csak a Harry Potter és az azkabani fogoly című részben bukkan fel, és bizonyosodik be ártatlansága, miután megszökik a fogságból. A Harry Potter és a Főnix Rendje című kötetben unokatestvére, a halálfaló Bellatrix Lestrange megöli.
Mivel így alig marad, aki Harry gondját viselhetné, anyai nagynénje, Petunia néni családjához kerül. Petunia és férje, Vernon Dursley teljességgel varázstalanok, és gyűlölik a varázsvilágot. Gyermekük, Dudley Dursley egy elkényeztetett, kövér fiú, aki állandóan terrorizálja Harryt.

## Élete
Dursley-ék megpróbálták a kis Harryt normális emberként nevelni, és elhallgatták előle múltját. Szüleiről azt mondták, hogy autóbalesetben vesztek oda. De amikor Hagrid elmegy Harryért egy elhagyatott, sziklákón álló viskóhoz a levélzápor után, az óriás tudatja vele, hogy szüleit a kor legrettegettebb mágusa, Voldemort ölte meg. Nagybátyja és nagynénje mérhetetlenül sok szenvedést okozott Harrynek: a lépcső alatti gardróbban lakott, kopott és kinőtt ruhákat adtak neki, és kortársaihoz képest sokat dolgoztatták – ellentétben saját fiukkal, Dudley-val. A szülők példáját látva unokatestvére is rendszeresen megalázta, és az iskolában is megakadályozta, hogy barátokra találjon.
11 éves korában azonban fordulat következik be az életében: kap egy levelet, ám a bácsikája nem engedi meg, hogy elolvassa. Noha végül el kell menekülniük saját otthonukból az egyre növekvő mennyiségű, kitartó levéláradat elől, Rubeus Hagrid, a Roxfort kulcs- és háztájőrzője végül megtalálja őket, és személyesen kézbesíti a levelet. Ebben az áll, hogy született varázsképességei miatt Harry felvételt nyert a Roxfort Boszorkány- és Varázslóképző Szakiskolába, a három európai mágusiskola legrangosabbikába, ami valahol Skóciában van. Innentől kezdve hat éven és köteten keresztül, nagykoráig a Roxfort tanulója. A hetedik évben és egyben kötetben nem a Roxfortban tanul, hanem a Voldemort által elkészített horcruxokat próbálja elpusztítani.
Múltjával Harry csak fokozatosan ismerkedik meg. Általában az őt mindvégig támogató és szemmel tartó Albus Dumbledore az, aki hosszabb beszélgetések során saját és szülei életútjának kisebb-nagyobb szakaszait megvilágítja a számára. Harry azonban rendkívül jó képességekkel és nagy kíváncsisággal van megáldva, és ügyes érzékkel saját maga is kiderít sok mindent. A történet előrehaladtával az ifjú varázsló egyre nagyobb jelentőségű, az egész világot érintő események részese lesz, amellett kora előrehaladtával a magánélete is kitágul: megismeri a szerelmet, a féltékenységet, mind többször szembesülnie kell szerettei elveszítésével.
Három gyermeke születik Ginny Weasleytől: James Sirius Potter, Albus Perselus Potter, Lily Luna Potter.

## Harry a varázslók világában

### Párszaszáj és egyéb különleges tulajdonságok
A mindvégig muglik világában élő Harry számára már a varázslóvilág puszta létének feldolgozása is hatalmas feladat – igaz, már korábban megfigyelt magán „furcsa dolgokat”: kívánságai teljesültek, és értett a kígyók nyelvén. Ez utóbbi tulajdonsága egyébként nyilván a Voldemorttal fennálló különleges kapcsolatából származik, mivel még a varázslók között is igen ritka a párszaszájúság. A négy Roxfort-alapító közül egyedül Mardekár Malazár tudott párszaszóul és ezt a tulajdonságát örökölték leszármazottai, a Gomoldok is, köztük Voldemort, akitől később Harry Potter is elnyerte ezt a tulajdonságot a halálos átkon keresztül. Azonban, mint később kiderült, Harry annak köszönhette ezen tulajdonságát, hogy tudtán kívül Voldemort belőle is horcruxot csinált. Miután a Harryben élő horcrux elpusztult, a párszaszájúságának is vége szakadt.

### Családi öröksége
Az addig megismert világ mellett egy új, mesés perspektíva nyílik meg az ifjú Potter számára. Nem elég, hogy varázsló, de szinte mindenki ismeri és szereti. Szerencséjére a Gringotts – a varázslók bankja – trezorjában hatalmas mennyiségű pénz maradt rá szülői örökségéből, így semmiféle problémába nem ütközik a tankönyvek és más iskolai felszerelések, a talár és a nélkülözhetetlen varázspálca megvásárlásakor.
Emellett nem szabad kihagyni a láthatatlanná tevő köpönyegét, amely évszázadok óta apáról fiúra szállt a családban, és ami a A Halál ereklyéinek egyike.

### Varázspálcája
A varázslók pálca nélkül csak nagyon egyszerű vagy életmentő varázslatokat tudnak végrehajtani, sőt idegen pálcával is nehézkes dolgozniuk. Harry pálcája szokatlan, magyal-főnixtoll alapanyagú, a legjobb iparos, Ollivander munkája. A pálcának csak egyetlen hasonmása van (a tollat adó főnixmadár, Fawkes, mindössze két tollat adott), ám az a pálca épp Voldemort Nagyúré, aki azzal követte el valamennyi gyilkosságát. (Ez a tény egyszer megmentette Harry életét: Voldemorttal vívott párbajában a mágus képtelen volt megölni őt, mivel az ún. testvérpálcák összekapcsolódtak a Harry Potter és a Tűz Serlege című epizódban.) Később, a Harry Potter és a Halál ereklyéiben megszerzi a Pálcák Urát, ám azt nem fogja használni, helyette visszahelyezi Dumbledore sírjába, miután a saját, törött pálcáját megjavítja.

### Baglya
A legtöbb varázslótanoncnak van egy-egy állata (patkányok, macskák, varangyok és baglyok jönnek számításba elsősorban), amely sok esetben hírvivő, de társ is a bajban. Harry hű segítője egy Hedvig nevű hóbagoly lesz, amit azonban a hetedik részben a Privet Drive-ról való szökés közben eltalál egy gyilkos átok, és később, mikor a motorról leszakad az oldalkocsi, Hedvig (már holtan) azzal együtt zuhan le.

### Iskolaévei
Az első tanév kitüntetett jelentőségű minden varázslócsemete számára: beosztják őket a Roxfort négy házának egyikébe, megismerik a teljes mértékben sosem kiismerhető iskolát, a tanárokat – és természetesen barátokra és ellenségekre tesznek szert. Harry két legjobb barátja a vörös hajú, szegény, de nagy múltú családból származó Ron Weasley, valamit a mugli szülőktől származó, ragyogó eszű lány, Hermione Granger lesz. Mindhárom fiatalt a Griffendél házba osztja be a Teszlek Süveg, bár Harry esetében gondolkodnia kell a Mardekáron is – nyilván Voldemort hatása miatt. A trió elválaszthatatlan lesz, bár kisebb-nagyobb veszekedések előfordulnak.

### Halálos ellensége
Harry legnagyobb ellensége Voldemort és csatlósai – csakúgy, mint a varázslók többségének, aki Dumbledore oldalán harcol –, azonban mivel a Sötét Nagyúr eleinte nagyon gyenge, mindennapjai során az iskolában inkább egy Draco Malfoy nevű, mardekáros fiúval és csatlósaival gyűlik meg a baja. Malfoy alapvetően származása miatt tesz keresztbe Harrynek (jónevű családja Voldemort híve évtizedek óta), de ez később mély, személyes ellenszenvvé fajul.

## Cselekményben való szerepe

### Az egyes kötetek tartalma

#### Harry Potter és a bölcsek köve
Harry a 11. születésnapján megtudja, hogy varázsló, és felvételt nyert a Roxfortba. Az iskolában fokozatosan megismeri a számára teljesen új varázsvilágot, és szert tesz két jó barátra, Ronald Bilius Weasley-re és Hermione Jean Grangerre. Megtanul kviddicsezni, így az elmúlt száz év legfiatalabb fogója lesz belőle. A tanév során kiderül, hogy Voldemort nagyúr, aki tíz éve minden hatalmát elvesztette, megpróbálja megszerezni a bölcsek kövét, hogy így újra testet ölthessen, és visszatérhessen a hatalomba. Harry és barátai megakadályozzák ezt.

#### Harry Potter és a Titkok Kamrája
Harry második tanévében szörnyű merényletek zajlanak a Roxfortban. Kiderül, hogy újra kinyílt a legendás Titkok Kamrája, és az ott lakó szörnyeteg fenyegeti a diákokat. Harry egy különös, ötvenéves napló segítségével megismerkedik Tom Denemmel, akiről utóbb kiderül, hogy nem más, mint a hajdani Voldemort, tizenhat éves korában. Harry megküzd a múltbeli Voldemorttal, és legyőzi a szörnyeteget.

#### Harry Potter és az azkabani fogoly
Harry megtudja, hogy Sirius Black, egy körözött tömeggyilkos megszökött Azkabanból, a varázslók börtönéből. Black ellen az egész varázsvilágban körözés zajlik, mert köztudott, hogy meg akarja ölni Harryt, mint ahogy az is, hogy annak idején ő árulta el Harry szüleit Voldemortnak. Végül Harry és barátai számára kiderül, hogy nem Sirius Black – aki egyébként Harry keresztapja – a bűnös, hanem egy Peter Pettigrew nevű varázsló, aki patkány képében évek óta Ron háziállata. Harryék megmentik Siriust az elfogatástól, Pettigrew azonban megszökik. Harry ebben a részben nem találkozik Voldemorttal, megismerkedik azonban a dementorokkal, a földkerekség legocsmányabb élőlényeivel, és megtanul védekezni ellenük.

#### Harry Potter és a Tűz Serlege
A Roxfortban megrendezik a Trimágus Tusát, amelyen három varázslóiskola bajnokai mérik össze tudásukat. A szabályok szerint csak nagykorú – vagyis 17. életévüket betöltött – varázslók indulhatnak a versenyen, azonban valaki titokzatos módon benevezi Harryt is, így ő lesz a negyedik bajnok. Harry rengeteget tanul az év során, hogy helytálljon a kemény próbák során. A harmadik – utolsó – próba csapdának bizonyul: Harry és roxfortos bajnoktársa, Cedric Diggory egy temetőbe kerülnek, ahol Voldemort és Peter Pettigrew várja őket. Cedricet meggyilkolják, Voldemort pedig, bonyolult feketemágiát alkalmazva, amelynek során felhasználja Harry vérét is, újra testet ölt. Harry megmenekül, és a Roxfortban beszámol Voldemort visszatéréséről. Dumbledore feltétel nélkül hisz neki, azonban Cornelius Caramel, a mágiaügyi miniszter, hatalmát féltve inkább ragaszkodik a társadalom biztonságának látszatához, és önmagát is meggyőzi, hogy Harry hazudik.

#### Harry Potter és a Főnix Rendje
A hatalmát visszanyert Voldemort nem lép színre nyíltan, a Mágiaügyi Minisztérium pedig lejárató kampányt folytat Harry és Dumbledore ellen. A miniszter a Roxfortba küldi tanárnak, majd főinspektornak a szadista hajlamú boszorkányt, Dolores Umbridge-et, aki noha elvileg sötét varázslatok kivédését tanít, valójában megakadályozza, hogy a gyerekek gyakorlati önvédelmet tanuljanak, mert Caramel attól fél, hogy Dumbledore megtámadja a minisztériumot. Harry és társai ezért Dumbledore Serege néven titkos önvédelmi szakkört szerveznek. Harrynek mindeközben visszatérő álma van egy sötét folyosóról, míg végül kiderül, hogy – a hajdani, meghiúsult gyilkos átok következtében – Voldemorttal kölcsönösen belelátnak egymás fejébe. Amikor Voldemort erről tudomást szerez, csapdába csalja Harryt, és a kaland – amelynek végeztével a minisztérium is kénytelen elismerni, hogy a Sötét Nagyúr visszatért – Sirius Black életébe kerül. Harry megtudja, hogy Voldemort hajdan egy jóslat miatt tört az életére, mert úgy vélte, Harry az egyetlen, aki elpusztíthatja őt. Harry kénytelen szembenézni a ténnyel, hogy a sors akarata szerint végül vagy ő fogja megölni Voldemortot, vagy Voldemort őt.

#### Harry Potter és a Félvér Herceg
Dumbledore közli Harryvel, hogy ebben az évben különórákat szeretne tartani neki. Az órák során régi emlékekbe tekintenek be, és Harry képet alkot Voldemort múltjáról. Megtudja, hogy a Sötét Nagyúr hétfelé szakította lelkét: hat horcruxot készített, hogy így nyerje el a halhatatlanságot. Voldemort tehát mindaddig elpusztíthatatlan, amíg az összes horcruxát meg nem semmisítették. Harry eközben – aki a titokzatos „Félvér Herceg” régi tankönyvének segítségével zseniális bájitalfőzővé válik – gyanakodni kezd, hogy Draco Malfoy valójában halálfaló, és Piton segít neki titkos célja elérésében. Dumbledore ismételten leszögezi, hogy feltétel nélkül megbízik Pitonban. Végül kiderül, hogy Malfoy terve – Voldemort parancsára – Dumbledore megölése volt. Malfoy azonban képtelen elkövetni a gyilkosságot, így Piton – számos halálfaló, valamint a láthatatlanul jelen levő Harry szeme láttára – a gyilkos átokkal megöli Dumbledore-t. A gyilkosságot követő csatában Harry számára kiderül, hogy valójában Piton a Félvér Herceg. Harry elhatározza, hogy utolsó évére nem tér vissza a Roxfortba, hanem teljesíti a Dumbledore-tól ráhagyott küldetést: felkutatja a és elpusztítja a horcruxokat, és ha sikerül, bosszút áll Pitonon is. A küldetésre Ron és Hermione is vele tartanak.

#### Harry Potter és A Halál ereklyéi
Harry, Ron és Hermione izgalmas és megrendítő kalandok során jutnak a horcruxok nyomára. Az események egy csatában végződnek, amelyre a Roxfortban kerül sor. Harry a Voldemort által meggyilkolt Piton emlékeiben elmerülve megtudja, hogy Piton kezdettől fogva mély érzelmeket táplált édesanyja, Lily Evans iránt. Kiderül számára az is, hogy Perselus Piton Dumbledore kérésére végzett az igazgatóval, aki egy mágikus baleset (az egyik horcrux elpusztítása) miatt már amúgy is a halálán volt. Az is kiderül, hogy valójában ő, Harry is egy horcrux, amelyet Voldemort tudtán és akaratán kívül készített: amikor annak idején visszaszállt Voldemortra a gyilkos átok, a sötét varázsló – amúgy is szakadozott -lelkéből lehasadt egy rész, és bevetette magát a szobában lévő egyetlen élőlény – Harry – lelkébe. Így Voldemort mindaddig elpusztíthatatlan, amíg Harry életben van. Harry úgy dönt, hogy önként életét adja barátaiért, és védekezés nélkül áll Voldemort elé, aki ismételten kimondja rá a gyilkos átkot. Mivel azonban kalandja folytán Harrynek – a történelem folyamán először – sikerült egyesítenie három mágikus tárgyat, a Halál ereklyéit, a halál urává vált. Dumbledore elmondja Harrynek, hogy mikor Voldemort a visszatéréséhez felhasználta Harry vérét, akkor megerősítette a kettejük közötti mágikus kapcsolatot, ezért Voldemort nem tudta megölni Harryt. Azonban Voldemort lélekdarabjával végzett a gyilkos átok. A végső összecsapásban Voldemort még egyszer, utoljára megpróbálja megölni Harryt, azonban az átok ismét visszapattan, (mivel a Pálcák ura saját gazdájára nem szórhat gyilkos átkot) és – az immár horcruxok nélküli – Voldemort meghal.
A tizenkilenc évvel később játszódó epilógusból megtudjuk, hogy Harry összeházasodott Ginny-vel. Három gyermekük született: James Sirius Potter, Albus Perselus Potter, és Lily Luna Potter. Ron és Hermione is összeházasodott. Gyermekeik: Rose Granger- Weasley és Hugo Granger-Weasley.
|  | Itt a vége a cselekmény részletezésének! |